# Varicella
La varicella è una malattia esantematica altamente contagiosa ed epidemica causata da un'infezione primaria con il Virus varicella-zoster (VZV o Herpesvirus umano 3), un virus a DNA appartenente alla famiglia Herpesviridae, sottofamiglia Alphaherpesvirinae, genere Varicellovirus. La condizione inizia solitamente con rash cutaneo vescicolare, principalmente esteso al corpo e alla testa o anche alle estremità. Le vescicole guariscono poi senza lasciare cicatrici. All'esame, l'osservatore trova in genere lesioni in vari stadi di guarigione.
La varicella è una malattia che si diffonde facilmente per via aerea attraverso colpi di tosse o starnuti di individui malati o attraverso il contatto diretto con le secrezioni del rash. Una persona con la varicella è infettiva uno o due giorni prima che appaia l'eruzione di vesciche secche senza acqua o altri liquidi al loro interno. Essa rimane contagiosa fino a quando tutte le lesioni vengono ricoperte da una crosta (circa sei giorni). Le lesioni crostose non sono contagiose.
Questa malattia, nota fin dall'antichità, venne nettamente distinta dal vaiolo soltanto ai primi del XIX secolo.
La varicella è stata osservata anche in altri primati, compresi gli scimpanzé e i gorilla.

## Epidemiologia e storia
La varicella primaria è una malattia endemica in tutti i paesi del mondo, presenta piccole riaccensioni epidemiche ogni 2 o 3 anni e ha una prevalenza stabile da generazione a generazione.
Nei paesi a clima temperato si tratta di una delle classiche malattie dell'infanzia: la varicella risulta nel 90% dei casi una malattia dei bambini tra i 5 ed i 10 anni di età, con la maggior parte dei casi che si verificano durante l'inverno e la primavera, molto probabilmente a causa dei contatti ravvicinati che avvengono a scuola. Come la rosolia, è rara nei bambini in età prescolare. Ai tropici, la varicella colpisce spesso le persone anziane e può causare una condizione più grave. Negli adulti i segni sulla pelle risultano più scuri e le cicatrici appaiono più evidenti rispetto ai bambini.
La varicella è una malattia altamente trasmissibile, con un tasso di infezione del 90% nelle situazioni di stretto contatto. Nei paesi a clima temperato la maggior parte delle persone viene colpita prima dell'età adulta, ma il 10% dei giovani adulti resta sensibile.
Per lungo tempo la varicella è stata considerata una forma speciale di vaiolo. Si ritiene che la prima descrizione della malattia sia a opera dell'italiano Gianfilippo Ingrassia nel XVI secolo. Nel secolo successivo, il medico inglese Richard Morton coniò, per la malattia, il termine di chickenpox, ritenendola appunto una forma lieve del vaiolo, denominato in lingua inglese smallpox. Bisogna arrivare al XVIII secolo, e precisamente nel 1767, perché un altro inglese, il medico William Heberden, fornisse alcune prove che si trattava di due malattie distinte. Tuttavia, fino ai primi anni del XX secolo la diversità tra le due condizioni patologiche era ancora oggetto di contese nella comunità scientifica. Nel 1875 Rudolf Steiner dimostrò che la varicella era causata da un agente infettivo: Steiner prelevò del fluido dalle vescicole di una persona affetta da varicella e la strofinò sulla pelle di un individuo sano; anche quest'ultimo sviluppò la malattia.
Tra gli anni venti e gli anni sessanta del ventesimo secolo, gli scienziati furono impegnati a cercare una correlazione tra la varicella e l'herpes zoster. La scoperta fu fatta, nel 1958, dal virologo statunitense Thomas Huckle Weller e colleghi, che dimostrarono che il virus varicella-zoster (VZV) era causa di entrambe le malattie.
Nel 1974 Michiaki Takahashi sviluppò un vaccino con il varicella-zoster virus, vivi e attenuati come prevenzione per la varicella.

## Eziologia
La varicella è una malattia acuta, conseguente all'infezione primaria da virus Varicella-Zoster, un virus appartenente alla famiglia degli Herpesviridae; più precisamente esso è un α-herpesvirus, indicato con la sigla VZV o anche HHV-3 (Human herpes Virus 3). Come tutti i virus della famiglia herpesviridae, esso possiede un genoma a DNA.
Il virus viene rilasciato nelle secrezioni nasali e faringee nonché nelle vescicole cutanee, per cui il contagio può avvenire mediante le goccioline di saliva disperse nell'aria con tosse, starnuti o baci oppure con il contatto diretto con le eruzioni cutanee.
La malattia viene trasmessa specialmente attraverso la saliva, con contagiosità particolarmente elevata, in gruppi permanenti (nuclei familiari, studenti, detenuti, soldati...). Viene diffusa principalmente con i colpi di tosse e nel caso di contatto ripetuto e prolungato con un malato. Anche nella non infrequente possibilità di assenza di tosse e febbre un elemento di contagio non trascurabile è rappresentato dal tocco delle vesciche che si vengono a formare sulla pelle del malato: in caso di rottura la lesione deve essere immediatamente coperta e il liquido drenato con garze imbevute di antisettici. Inoltre, la malattia può svilupparsi dopo contatto con individui malati di Herpes zoster (Fuoco di Sant'Antonio).
Il malato è contagioso da 2 o 3 giorni prima della comparsa dell'eruzione cutanea, poi la contagiosità si riduce del 70%, durando fino a quando tutte le lesioni si sono trasformate in croste. Le macchie cutanee successive alla caduta delle croste possono durare anche 21 giorni o più, ma sono assolutamente prive di contagiosità e rappresentano un'alterazione puramente estetica.

### L'infezione in gravidanza e neonati
Nelle donne incinte gli anticorpi prodotti, in seguito a vaccinazioni o per una infezione precedente, vengono trasferiti attraverso la placenta al feto. Le donne immuni alla varicella non possono essere infettate, e non devono preoccuparsi per sé stesse o per il loro bambino durante la gravidanza.
Nelle donne non immunizzate, invece, durante la gravidanza è possibile anche la trasmissione del virus attraverso la placenta, con conseguente infezione del feto. L'infezione materna è inoltre associata a parto prematuro. Se l'infezione si verifica durante le prime 28 settimane di gestazione, può portare alla "sindrome da varicella fetale" o "sindrome da varicella congenita". Queste malformazioni congenite si presentano nel 2% dei casi ed includono:
- Danni al cervello: encefalite[18], microcefalia, idrocefalo, aplasia del cervello, atrofia corticale, ritardo mentale
- Danni agli occhi: corioretinite, microftalmia, cataratta, atrofia ottica
- Altri disturbi neurologici: danni al midollo spinale a livello cervicale e lombo-sacrale, deficit sensoriali e motori, riflessi tendinei profondi assenti, anisocoria, sindrome di Horner
- Danni al corpo: ipoplasia delle estremità superiori e/o inferiori, disfunzioni della vescica e dello sfintere anale
- Patologie della cute: lesioni cutanee cicatriziali, ipopigmentazione

L'infezione contratta dai 5 giorni precedenti alla nascita ai 2 giorni successivi viene indicata come "varicella neonatale", e la manifestazione clinica è quella tipica della varicella.
Il rischio del bambino di sviluppare la malattia è maggiore con un'esposizione all'infezione nel periodo che va da 7 giorni prima della nascita fino a 7 giorni dopo. Il bambino può anche essere esposto al virus tramite i fratelli o altri contatti, ma questa esposizione è meno preoccupante, se la madre gli ha trasmesso l'immunità. I neonati che sviluppano sintomi sono ad alto rischio di polmonite e di altre gravi complicazioni della malattia.

## Patogenesi

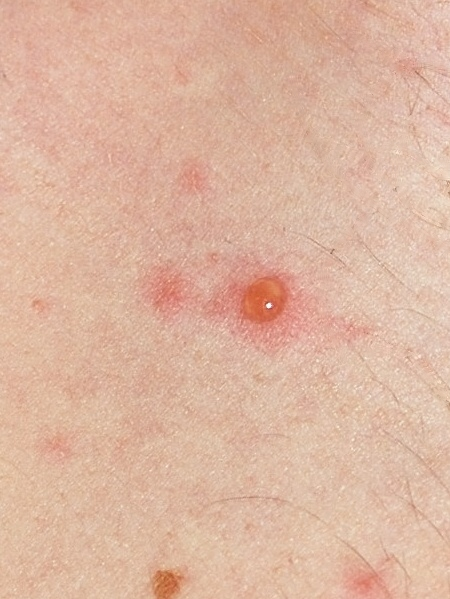
Una singola vescica, tipica situazione durante le prime fasi della malattia.

Il virus infetta le cellule della mucosa respiratoria e i linfonodi regionali, dove si moltiplica, dopodiché passa nel sangue (prima viremia), e raggiunge il fegato, la milza, altri linfonodi, dove si replica ulteriormente. A questa moltiplicazione segue una seconda fase di viremia, in cui il virus raggiunge la cute e le mucose.
Nelle cellule epiteliali il virus causa le lesioni sotto forma di esantema: da lesioni maculo-papulose si trasformano rapidamente in vescicole rotodeggianti od ovalari con contenuto sieroso e limpido, che diventano poi purulente e torbide decretando così la trasformazione in pustole.

### Complicanze
Le complicanze della varicella possono essere l'infezione batterica (impetiginizzazione) delle vescicole cutanee; la glomerulonefrite da immunocomplessi; se la risposta immunitaria del malato è inefficiente, il virus può causare una infezione disseminata che coinvolge polmoni, apparato digerente, sistema nervoso centrale. Particolarmente pericolose, sia per gli adulti che per i bambini, sono le polmoniti interstiziali provocate da stafilococco. In episodi rari, sia negli adulti sia nei bambini, può svilupparsi encefalite, spesso con interessamento del cervelletto.

## Clinica
Il periodo di incubazione della malattia (nel quale il virus non risulta contagioso) varia dai 10 giorni alle 3 settimane (solitamente 13-17 giorni) prima dell'uscita delle prime papule pruriginose.
La malattia esordisce con un'eruzione cutanea maculo-papulosa (rash), accompagnata da febbre moderata, prurito, malessere generale, a volte con mal di testa, astenia, inappetenza.

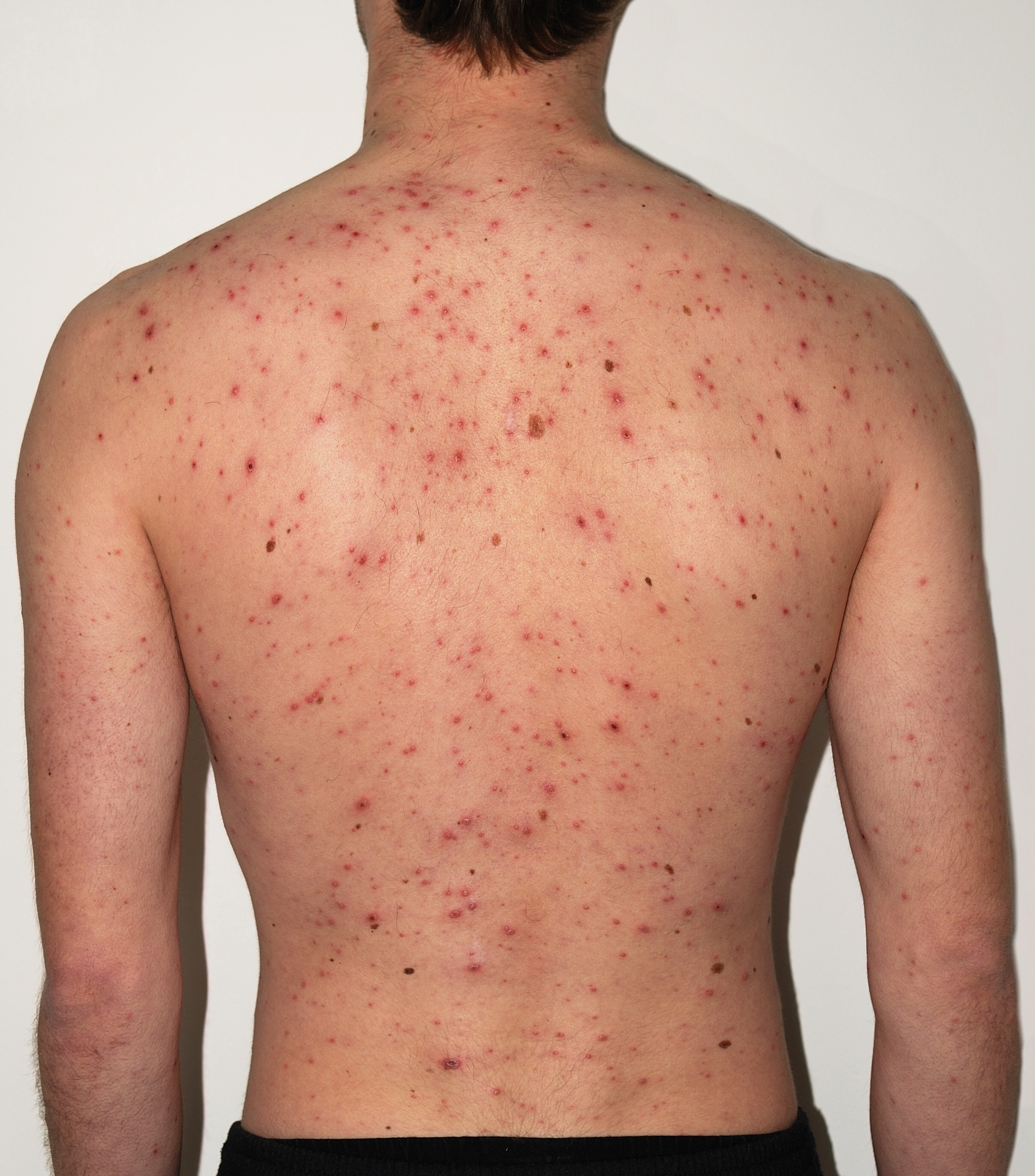
La schiena di un maschio di trent'anni, al quinto giorno della malattia.

La caratteristica principale del quadro cutaneo è la completa asincronia delle lesioni. Spesso infatti si riscontrano diverse lesioni in vari stadi evolutivi, andando a identificare il cosiddetto "effetto a cielo stellato".

### Segni e sintomi
I primi sintomi (prodromici) negli adolescenti e negli adulti sono: nausea, perdita di appetito, dolori muscolari e mal di testa. Questi sono seguiti dal caratteristico rash, dal malessere generalizzato e da febbre. Nei bambini la malattia non è di solito preceduta da sintomi prodromici ed il primo segno è l'eruzione cutanea. L'eruzione cutanea inizia come piccoli puntini rossi sul torace e sull'addome, poi coinvolgendo la testa, il viso e gli arti fino anche alla mucosa orale e al cuoio capelluto.
Nella fase delle vescicole, un prurito intenso è di solito presente. Le vescicole possono verificarsi anche sui palmi delle mani, sulle piante dei piedi e sulle membrane mucose, e dolorose ulcere superficiali possono apparire in bocca, nella parte superiore della gola e la zona genitale. La persona infetta è in genere infettiva da uno a due giorni prima della comparsa dell'eruzione cutanea e rimane infettiva fino a quattro o cinque giorni dopo. Gli adulti possono avere una eruzione cutanea più diffusa e una febbre più persistente. Presentano, inoltre, più probabilità di sviluppare complicanze, come la polmonite da varicella. È provato che il prurito che si avverte con l'esantema varicelloso è dovuto alla prima e più blanda sollecitazione del virus nelle terminazioni nervose.
Dopo 7÷10 giorni l'esantema ed i sintomi regrediscono e le lesioni pustolose sono state sostituite da croste.

### Diagnosi

A differenza del rash vaioloso, quello varicelloso si localizza soprattutto al torso, risparmiando gli arti.

La diagnosi di varicella è principalmente clinica, con la presentazione dei "primi" tipici sintomi prodromici a cui succede la caratteristica eruzione cutanea. La conferma della diagnosi può essere ricercata sia attraverso l'esame del liquido contenuto nelle vescicole, sia analizzando il sangue per evidenziare la presenza di una risposta immunologica acuta.
Il liquido vescicolare può essere analizzato con uno striscio Tzanck, o meglio con l'esame per immunofluorescenza diretta. Il fluido può essere anche coltivato, nel tentativo di far crescere il virus nel campione. Le analisi del sangue possono essere utilizzate per identificare una risposta a infezione acuta (IgM) o l'immunità successiva a una precedente infezione (IgG).
Prima che il vaiolo fosse completamente eradicato, la varicella poteva essere facilmente confondibile con esso e quindi entrava in diagnosi differenziale. Le due malattie possono essere distinte con vari metodi. A differenza del vaiolo, la varicella normalmente non si localizza al palmo delle mani e alla pianta dei piedi; inoltre, la pustole varicellose hanno una dimensione variabile a seconda del momento in cui vengono a crearsi, mentre le pustole vaiolose sono tutte all'incirca della stessa dimensione. Oltre alla clinica sono disponibili numerosi esami di laboratorio per determinare se si tratta di varicella nella valutazione di casi sospetti di vaiolo.
La diagnosi prenatale di infezione da varicella fetale può essere eseguita utilizzando l'ecografia, anche se si consiglia di aspettare 5 settimane dopo l'infezione materna primaria. Un esame come la reazione a catena della polimerasi (PCR) del liquido amniotico può anche essere eseguito, anche se il rischio di aborto spontaneo, a causa della procedura di amniocentesi, è maggiore del rischio per il bambino di sviluppare la sindrome della varicella fetale.

## Trattamento
La terapia delle forme non complicate è volta semplicemente ad alleviare i sintomi: con antipiretici come il paracetamolo (l'acido acetilsalicilico è controindicato per il rischio d'insorgenza della sindrome di Reye) e antistaminici per via orale per mitigare il prurito e quindi il riflesso di grattamento; per attenuare la sensazione di prurito è oggi sconsigliato il talco mentolato, in quanto ritarda il consolidamento delle lesioni cutanee. Sono più adatte le creme anti-prurito, il semplice borotalco e naturalmente i preparati lenitivi contro le lesioni da herpes.
Nelle forme complicate da encefalite o polmonite il trattamento con aciclovir, valaciclovir o famciclovir, riduce i giorni di febbre e il numero di lesioni (purché iniziato entro 24-48 ore dalla comparsa dei primi sintomi), ma è indicato prevalentemente nei soggetti a rischio; può provocare una possibile interferenza negativa con la risposta immune, a causa dell'azione inibente sulla replicazione virale, e quindi provocare al soggetto periodiche lievi ricadute. Se insorgono problemi alle vie respiratorie, si è verificata una sovrainfezione batterica e si deve intervenire con antibiotici: in questo caso è da evitare la sovrapposizione con gli antivirali. Può essere utile far indossare ai bambini guanti di cotone.
La profilassi prevede un periodo di isolamento di durata variabile (di solito 2 settimane per i soggetti colpiti da forme più aggressive, 1 settimana per quelli con forme lievi). La progressiva introduzione del vaccino dovrebbe consentire in futuro una prevenzione più attiva con somministrazione di dosi ai contatti dei malati. Una volta esaurite la febbre e la tosse (bisogna aspettare almeno 60-72 ore consecutive senza febbre), un malato può uscire, ma deve fare molta attenzione ad evitare la rottura accidentale delle vesciche per evitare di contagiare altre persone. Un buon sistema per proteggere eventuali vescicole "a vista" può essere la loro copertura con cerotti oppure garze, applicati con la dovuta cautela.
Il ricambio d'aria delle stanze va effettuato solo dopo disinfezione, preferibilmente con un vaporizzatore, onde evitare di disperdere nell'atmosfera un ingente quantitativo di virus.
Nei soggetti ad alto rischio è possibile anche l'immunoprofilassi passiva con somministrazione di immunoglobuline normali o specifiche.

### Prognosi
La varicella è raramente fatale, anche se è generalmente più grave nei maschi adulti rispetto alle femmine adulte o ai bambini. Le donne in gravidanza non immuni e gli individui con un sistema immunitario compromesso sono a più alto rischio di complicanze gravi. Si ritiene che la varicella possa essere la causa di un terzo dei casi di ictus nei bambini. La più comune complicanza tardiva della varicella è l'herpes zoster, causato dalla riattivazione dopo decenni del virus varicella zoster a seguito dell'episodio iniziale di varicella.

### Postumi
A differenza dei virus che causano le altre infezioni infantili e contrariamente a quanto supposto fino a pochi anni or sono, il virus della varicella-zoster rimane attivo anche dopo il suo manifestarsi nell'individuo: il virus infatti, una volta esaurita la fase di invasione primaria come comune varicella, si ritira nelle terminazioni nervose e può manifestarsi nuovamente sotto forma di herpes zoster, più comunemente denominata "Fuoco di Sant'Antonio", negli adulti. Questa malattia in genere può insorgere in soggetti più deboli: infatti la sua incidenza si concentra su soggetti non più giovani, la cui età è in genere superiore ai 50-55 anni, e può provocare herpes dolorosissimi che talvolta non guariscono mai completamente.
Ogni individuo che ha contratto la varicella può essere in futuro un ammalato di herpes zoster.
Studi recenti hanno rilevato che le vescicole hanno finito per lasciare con sempre maggiore frequenza sgradevoli lesioni cutanee. Questa complicazione, un tempo limitata ai malati che rompevano le bolle prima del tempo, occorre oggi anche in soggetti che avevano rispettato le indicazioni mediche di non toccare le lesioni. Si ipotizza che il problema sia dovuto all'eccessiva aggressività di alcuni preparati per attenuare il prurito, ma non è da escludere un'evoluzione "aggressiva" del virus Zoster.

#### Herpes zoster

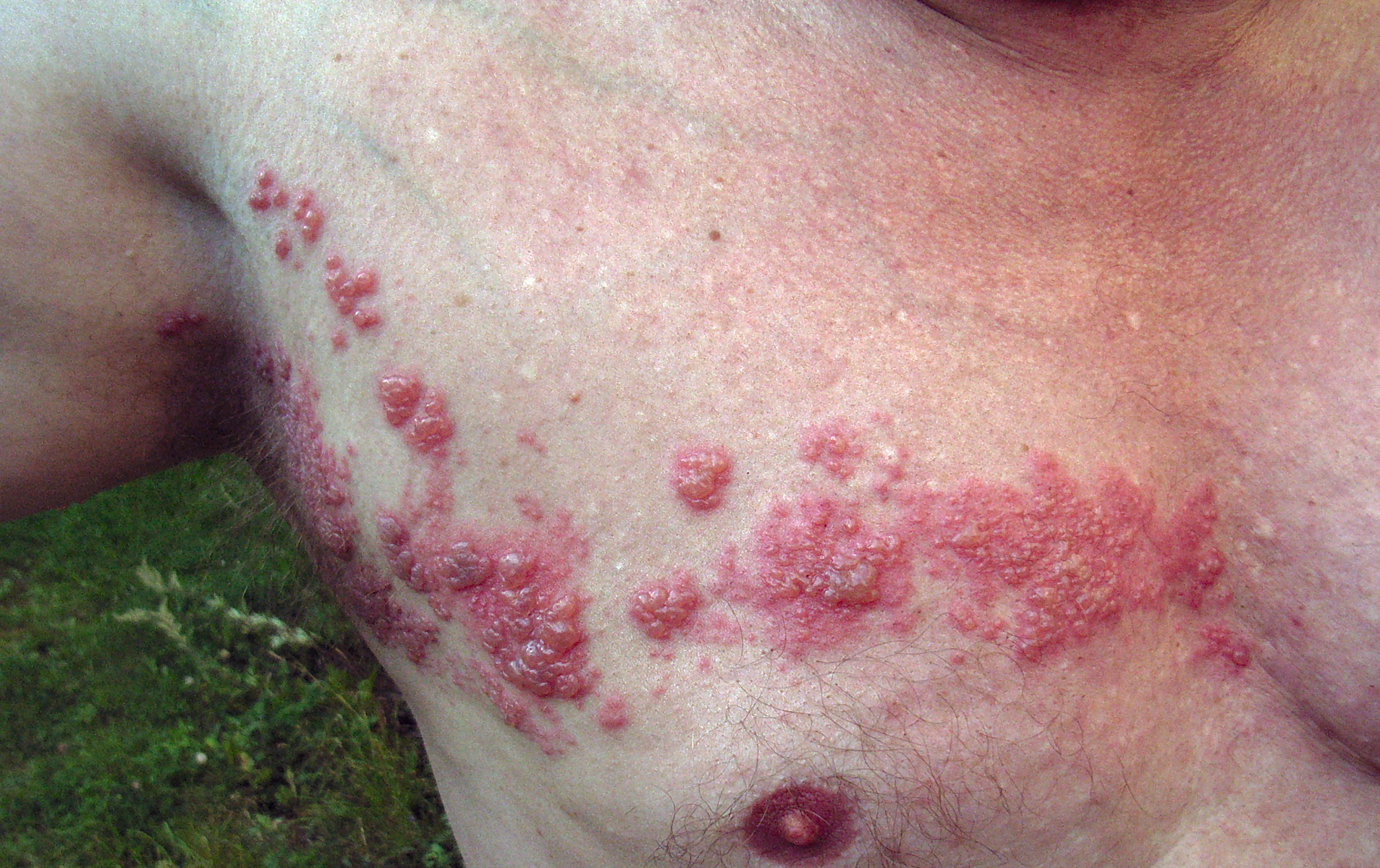
Herpes zoster sul torace di una persona adulta

A seguito di un'infezione da varicella, il virus rimane inattivo nei tessuti nervosi del corpo. Il sistema immunitario lo tiene confinato, ma più tardi nella vita, solitamente in età adulta, può essere riattivato e causare una diversa forma di infezione virale, chiamata "fuoco di Sant'Antonio" (scientificamente nota come herpes zoster).
Molte persone, che hanno avuto la varicella da bambini, sono suscettibili a queste ricadute da adulti, spesso con l'accompagnamento della nevralgia post-erpetica, una condizione dolorosa che rende difficile il sonno. Anche al termine del rash possono rimanere delle sequele dolorose (nevralgia posterpetica).
In tutto il mondo il tasso di incidenza annuale di herpes zoster varia da 1,2 a 3,4 casi ogni 1 000 individui sani, aumentando a 3,9-11,8 all'anno per 1 000 persone tra gli individui con più di 65 anni. Sono suscettibili in particolare coloro che sono immunosoppressi, spesso quando vi è un tumore o un'infezione da HIV. Tuttavia, anche lo stress può portare a ricadute.
Un vaccino per l'herpes zoster è disponibile per gli adulti over 50 che hanno avuto la varicella durante l'infanzia o che hanno già avuto l'herpes zoster. Il vaccino per l'herpes zoster riduce l'impatto delle recidive e dei suoi sintomi.

## Prevenzione
La diffusione della varicella può essere prevenuta isolando gli individui affetti. Il contagio avviene tramite l'esposizione a goccioline respiratorie o con il contatto diretto con le lesioni, in un periodo che dura da tre giorni prima dell'inizio del rash a quattro giorni dopo. La varicella (VZV) è suscettibile ai disinfettanti, in particolare a tutti quelli contenenti cloro, come la candeggina (ipoclorito di sodio). Inoltre, come tutti i virus con involucro, il VZV è sensibile all'essiccamento, al calore e ai detergenti.

### Vaccino
Un vaccino contro la varicella è stato sviluppato da Michiaki Takahashi nel 1974, derivandolo dal ceppo Oka. Esso si è reso disponibile negli Stati Uniti a partire dal 1995. Alcuni paesi richiedono la vaccinazione contro la varicella prima di iniziare a frequentare la scuola elementare. Una dose di vaccino non è sufficiente per una prevenzione permanente, ma è necessaria una seconda somministrazione dopo cinque anni dall'immunizzazione iniziale. Ciò fa attualmente parte del programma di immunizzazione di routine negli Stati Uniti. Il vaccino contro la varicella non fa parte della campagna di vaccinazione di routine dell'infanzia del Regno Unito, dove il vaccino è attualmente disponibile solo per le persone che sono particolarmente vulnerabili alla varicella. In Italia il vaccino è stato reso obbligatorio nel 2017 solo per i bambini nati dal 2017, raccomandato, ma non obbligatorio per gli altri che non si sono ancora ammalati, per chi è a contatto con i bambini (maestri, educatori) o per i malati e i familiari di persone suscettibili e con difese immunitarie ridotte. Una persona vaccinata potrebbe comunque avere un caso, seppur lieve, di varicella, se infettata. Il vaccino è a pagamento in gran parte delle regioni italiane; è stato introdotto come vaccino raccomandato e gratuito solo in Toscana, Marche, Veneto, Sicilia e dal 2015 anche nella Provincia autonoma di Trento.